# 국가공간정보체계
국가공간정보체계(國家空間情報體系)는 국가공간정보통합체계와 구분되는 용어로서, 국가공간정보에관한법률(2009.05.22) 제2조 6항에 '공간정보를 효과적으로 수집·저장·가공·분석·표현할 수 있도록 서로 유기적으로 연계된 컴퓨터의 하드웨어, 소프트웨어, 데이터베이스 및 인적자원의 결합체를 말한다.'라고 정의하고 있다.
즉, 국가공간정보체계는 다양한 기관에서 개별적으로 운영되는 각각의 공간정보 운용체계를 말하며, 국가공간정보통합체계는 이러한 개별적인 국가공간정보체계를 하나로 통합 또는 연계하여 국토교통부장관이 구축·운용하는 공간정보체계를 말한다.

## 같이 보기
- 국가공간정보통합체계
- 대한민국 국토해양부